# Daneon Parchment
Daneon Parchment (Kingston, Jamaica, 29 de diciembre de 1981) es un árbitro jamaicano. Su categoría es Árbitro FIFA desde el 2017.

## Trayectoria
Arbitró la final del Campeonato Sub-17 de la Concacaf de 2019, de la Liga Concacaf 2019 y del Preolímpico de Concacaf de 2020.

## Participaciones
Ha arbitrado en los siguientes torneos:
- Liga de Campeones de la Concacaf
- Liga Concacaf
- Campeonato de Clubes de la CFU
- Campeonato Sub-17 de la Concacaf de 2017
- Juegos Centroamericanos y del Caribe de 2018
- Campeonato Sub-20 de la Concacaf de 2018
- Campeonato Sub-17 de la Concacaf de 2019
- Copa de Oro de la Concacaf 2019
- Liga de Naciones de la Concacaf 2019-20
- Preolímpico de Concacaf de 2020
- Copa de Oro de la Concacaf 2021
- Clasificación de Concacaf para la Copa Mundial de 2022
- Campeonato Sub-20 de la Concacaf de 2022
- Liga de Naciones de la Concacaf 2022-23
- Finales de la Liga de Naciones Concacaf 2022-23
- Copa de Oro de la Concacaf 2023